# Nazionale giovanile
La nazionale giovanile è una selezione sportiva nazionale vincolata a limiti d'età anagrafica.

## Definizione
È guidata, così come la nazionale maggiore, da un commissario tecnico il quale - tuttavia - può convocare solamente atleti che non abbiano superato un determinato limite di età (indicato dal numero presente dopo la dicitura Under, per esempio Under 21).

## Il limite dell'età
Il vincolo anagrafico è talvolta rimosso, per esempio con la chiamata di «fuoriquota» per un evento internazionale.
Ai fini del calcolo, viene considerato l'anno solare in cui la competizione ha inizio e non l'effettivo calendario della stessa.